# Naldo (cầu thủ bóng đá sinh 1982)
Ronaldo Aparecido Rodrigues, được biết đến với cái tên Naldo (sinh ngày 10 tháng 9 năm 1982) là một cựu cầu thủ bóng đá người Brasil.

## Sự nghiệp
Anh là một hậu vệ gần như thuận cả hai chân, đến với Bremen vào mùa hè 2005, để thay thế Valerien Ismael chuyển đến Bayern Munich.	
Anh chỉ không chơi đúng 2 trận ở Bundesliga 2005-06 và chơi trong 7 trên 8 trận ở UEFA Champions League. Naldo cao 1m98 và với chiều cao này, cùng với khả năng bật nhảy và đánh đầu, khiến anh giành được lợi thế trong những cuộc tranh bóng bổng. Anh cũng được biết đến nhiều với kĩ năng xử lý bóng và theo huấn luyện viên đội tuyển Brazil Carlos Dunga Naldo có thể sút bóng với tốc độ 60 km/h giống như Roberto Carlos, Alex, Jininho Pernambucano và Adriano.		 	
Vào mùa giải 2006-07, anh lập cú hattrick trong trận tiếp Eintracht Frankfurt. Trận đấu kết thúc với tỉ số 6-2.		
Anh được vào đội tuyển Brazil và không chứng tỏ được bản thân với một số màn trình diễn. Và không được triệu tập tham gia World Cup 2010, anh thường xuyên phải làm dự bị hoặc không được gọi vào đội tuyển...		 	
Anh ghi bàn trong trận chung kết cúp UEFA để quân bình tỉ số 1-1, tuy nhiên đội bóng của anh vẫn thua 2-1 trước Shakhtar Donestk ở hiệp phụ  Lưu trữ ngày 26 tháng 5 năm 2009 tại Wayback Machine.

## Biệt danh
Trong vài tuần lễ đầu tiên ở Bremen các fan thường gọi anh là một con bò bởi chiều cao và thể hình vạm vỡ của anh, anh cũng được đặt biệt danh là kẻ hung bạo một cái tên cũng được đặt cho Mamady Sidibe và Jon Parkin.

## Danh hiệu

### Werder Bremen
- Về nhì UEFA Cup: 2009